# Diorama (musikalbum)
Diorama är rockbandet Silverchairs fjärde studioalbum,  släppt den 31 mars 2002.

## Låtlista
1. "Across the Night" – 5:37
2. "The Greatest View" – 4:05
3. "Without You" – 5:17
4. "The World Upon Your Shoulders" – 4:37
5. "One Way Mule" – 4:14
6. "Tuna in the Brine" – 5:40
7. "Too Much of Not Enough" – 4:42
8. "Luv Your Life" – 4:29
9. "The Lever" – 4:22
10. "My Favourite Thing" – 4:14
11. "After All These Years" – 3:40

Innehåller det dolda spåret "Outro" vid 8:48